# Annamaria Ciarallo
Annamaria Ciarallo (Napoli, 28 agosto 1948 – Nocera Inferiore, 7 aprile 2013) è stata un'archeologa e botanica italiana.

## Biografia
Nel 1976 si laurea in Scienze Biologiche all'Università Federico II di Napoli con una tesi di laurea in botanica sulla tolleranza al freddo delle piante.
Dopo un lungo periodo di preparazione all'Orto Botanico di Napoli e successivamente al Museo Archeologico di Napoli, dove presta attività volontaria, nel 1980 vince un concorso come biologa nel Ministero dei Beni Culturali e Ambientali, ricevendo l'incarico di Direttore Biologo.
Nel 1989 approda allo storico sito archeologico di Pompei. Qui dirige, applicando tecniche innovative, le delicate operazioni di eliminazione delle piante infestanti che minacciano l'integrità dei mosaici, degli affreschi e delle strutture architettoniche esposte. Contemporaneamente, si occupa della trasformazione del verde, mediante la ricostruzione degli horti e delle aiuole dopo avere identificato la originaria struttura mediante lo studio dei calchi delle antiche radici, dei legni e dei pollini e con il supporto dell'iconografia parietaria e della letteratura classica. Dopo l'area archeologica di Pompei si occupa degli altri siti dell'allora unitaria Soprintendenza archeologica di Napoli e Pompei.

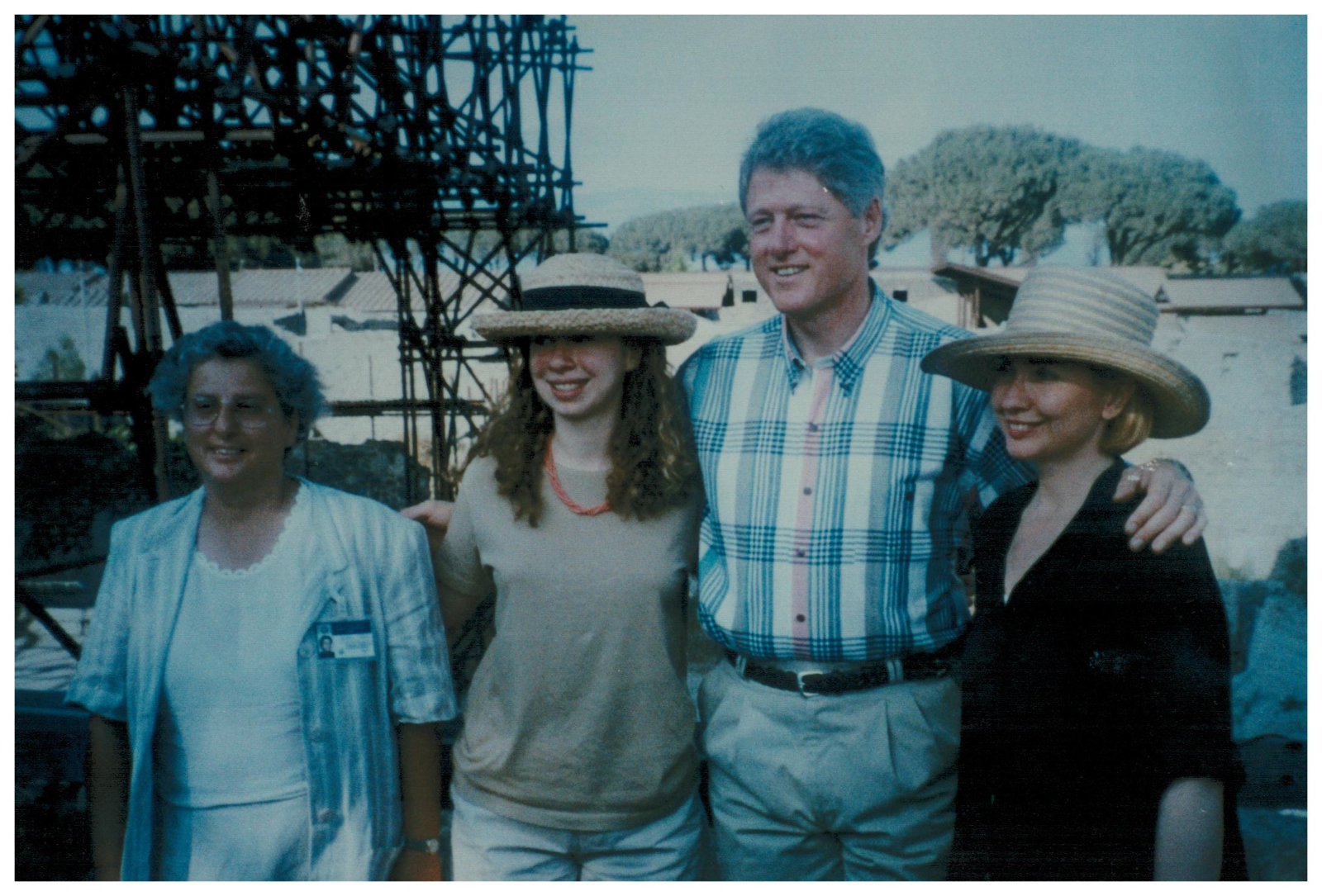
Annamaria Ciarallo con il Presidente degli USA, Bill Clinton e famiglia in occasione della loro visita a Pompei il 10 luglio 1994

Autrice di numerose pubblicazioni e relatrice in conferenze sia in Italia che all'estero, tradotte anche in altre lingue, si è occupata in particolare della ricostruzione del paesaggio vesuviano del 79 d.C. con la realizzazione dell'Antiquarium di Boscoreale.
Nel 1992 è promotrice del Laboratorio di Ricerche Applicate della Soprintendenza Speciale ai Beni Archeologici di Pompei e Napoli  di cui viene nominata Responsabile. Il Laboratorio è, tuttora,  fulcro di un'estensiva attività di ricerca volta a studiare e divulgare molti aspetti della vita quotidiana degli antichi pompeiani. Nel 2022 il Laboratorio sarà intestato ufficialmente proprio alla sua memoria.
Gli studi compiuti direttamente da Annamaria Ciarallo vertono principalmente nell'ambito bioarcheologico ma il Laboratorio è stato in grado di attrarre studiosi da tutto il mondo che hanno operato in sinergia determinando un approccio interdisciplinare. Tra le iniziative svolte sotto la sua direzione meritano particolare menzione la Mostra internazionale Homo Faber , lo studio multidisciplinare sulla casa di Giulio Polibio da cui è derivata una successiva vasta letteratura.

## Pubblicazioni
- Annamaria Ciarallo, Lello Capaldo, Viaggio nel Regno di Napoli - Note e commento al "Viaggio in alcuni luoghi della Basilicata e della Calabria Citeriore" di L. Petagna, G. Terrone, M. Tenore, pubblicato a Napoli nel 1827. Napoli, Sergio Civita, 1988.
- Lello Capaldo, Annamaria Ciarallo, Giulio Pane, Il paesaggio del Sud, itinerari imprevisti in Campania. Napoli, Guida, 1989.
- Annamaria Ciarallo, Orti e giardini della antica Pompei. Napoli, Fausto Fiorentino, 1992.
- Lello Capaldo, Annamaria Ciarallo, Lucania: storie di terra, di cielo, di acque. Napoli, Fiorentino, 1993.
- A. Ciarallo, L. Capaldo, Federico II a Melfi: ritrovato il vero volto dell’Imperatore. Napoli, Procaccini, 1994.
- Annamaria Ciarallo, Lello Capaldo, Viaggio al Vulture. Commento al diario di viaggio di Tenore e Gussone (1838). Venosa, Osanna, 1995.
- Annamaria Ciarallo, Verde pompeiano. L'Erma di Bretschneider, 2001.

## Riconoscimenti
A lei è stato intitolato il Laboratorio di Ricerche Applicate del Parco Archeologico di Pompei
A dieci anni dalla scomparsa le è stato conferito il Premio UTE-Nuceria